# Charly (película)
Charly es una película de 1968 basada en la novela Flowers for Algernon de Daniel Keyes. Ganó un Óscar al mejor actor principal (Cliff Robertson).

## Argumento
Charlie (Cliff Robertson) trabaja en una panadería, padece retraso mental y es feliz con lo poco que sabe y hace. Aun así, anhela aprender y ser vaquero. Asiste a una escuela de educación especial donde su maestra es la señorita Alice Kinnian (Claire Bloom). Al saber que a Charlie le interesa ser más inteligente, Alice lo lleva con un grupo de científicos que están llevando a cabo experimentos de cirugía en ratas y están buscando un sujeto humano. Eligen a Charlie y realizan experimentos y llegan a la conclusión de que su cerebro podría funcionar mejor mediante un tratamiento que todavía no ha sido probado en seres humanos. Sin embargo, los resultados de las pruebas con ratones son prometedores y uno de ellos, llamado Algernon, despierta una gran simpatía en Charlie. Comienza el tratamiento y va evolucionando rápidamente, hasta llegar a ser una persona superdotada, de forma que es presentado en congresos médicos. Él y la profesora Killian se enamoran y comienzan a pensar en el matrimonio. Sin embargo, los efectos del tratamiento no son definitivos.
- Datos: Q1067502